# Sonatæ tam aris quam aulis servientes
Les Sonatæ tam aris quam aulis servientes (« Sonates aussi bien pour l’autel que pour la cour », c'est-à-dire sacrées et profanes) forment un ensemble de douze sonates pour 5 à 8 instruments et basse continue, composées par Heinrich Ignaz Franz Biber et publiées en 1676 par l'éditeur salzbourgeois J. B. Mayr. Il s'agit de la première partition dédiée à Maximilian Gandolph von Künburg, prince-archevêque de Salzbourg. Cette suite de sonates a été intégrée dans le catalogue des œuvres de Heinrich Biber par le musicologue américain Eric Thomas Chafe sous les références C.114 à C.125.
Neuf des douze sonates apparaissent en manuscrit dans une collection de partitions composées à la cour de Kroměříž, dès 1670.

## Présentation
- C.114 – Sonata I pour 2 trompettes, 2 violons, 4 violes & continuo en do majeur
- C.115 – Sonata II pour 2 violons, 3 violes & continuo en ré majeur
- C.116 – Sonata III pour 2 violons, 3 violes & continuo en sol mineur
- C.117 – Sonata IV pour trompette, violon, 2 violes & continuo en do majeur
- C.118 – Sonata V pour 2 violons, 3 violes & continuo en mi mineur
- C.119 – Sonata VI pour 2 violons, 2 violes & continuo en fa majeur
- C.120 – Sonata VII pour 2 trompettes, 2 violons & continuo en do majeur
- C.121 – Sonata VIII pour 2 violons, 2 violes & continuo en sol majeur
- C.122 – Sonata IX pour 2 violons, 2 violes & continuo en si majeur
- C.123 – Sonata X pour trompette, violon, 2 violes & sol mineur
- C.124 – Sonata XI pour 2 violons, 2 violes & continuo en la majeur
- C.125 – Sonata XII pour 2 trompettes, 2 violons, 4 violes & continuo en do majeur

### Édition moderne
- (en) Erich Schenk, Sonatae tam aris quam aulis servientes, Graz-Vienne, Akademische Druck-u. Verlagsanstalt, coll. « Denkmäler der Tonkunst in Österreich » (no 106-107), 1963, 158 p.

### Ouvrages spécialisés
- (en) Charles Everett Brewer, The Instrumental Music of Schmeltzer, Biber, Muffat and their Contemporaries, Farnham, Ashgate Publishing, Ltd., 2011, 440 p. (ISBN 978-1-4094-9422-5, lire en ligne)
- (en) Eric Thomas Chafe, The Church Music of Heinrich Biber, Ann Arbor, UMI Research Press, coll. « Studies in musicology » (no 95), 1987, 305 p. (ISBN 0-8357-1770-4, OCLC 15053153)